# Nils Rydström
Nils Uno Rydström (né le 15 septembre 1921 à Stockholm et mort le 20 septembre 2018 dans la même ville) est un fleurettiste suédois.
Il est le neveu des gymnastes Erik et Nils Granfelt et de l'escrimeur Hans Granfelt.

## Palmarès
- Championnats du monde
  -  Médaille d'argent au fleuret par équipe en 1954
  -  Médaille de bronze au fleuret par équipe en 1950